# Manifeste de Brunswick
Pour les articles homonymes, voir Brunswick.
Le manifeste de Brunswick est une proclamation attribuée au chef de l’armée prussienne, Charles-Guillaume-Ferdinand, duc de Brunswick en date du 25 juillet 1792, et adressée au peuple de Paris.
Ce manifeste rend « personnellement responsables de tous les événements, sur leurs têtes, pour être jugés militairement, sans espoir de pardon, tous les membres de l’assemblée nationale, du département, du district, de la municipalité, et de la garde-nationale de Paris, juges de paix, et tous autres qu’il appartiendra ; déclarant en outre leurs dites majestés, sur leur foi et parole d’empereur et de roi, que si le château des Tuileries est forcé ou insulté ; que s’il est fait la moindre violence, le moindre outrage à LL. MM. le roi et la reine, et à la famille royale ; s’il n’est pas pourvu immédiatement à leur sûreté, à leur conservation et à leur liberté, elles en tireront une vengeance exemplaire et à jamais mémorable, en livrant la ville de Paris à une exécution militaire et à une subversion totale, et les révoltés, coupables d’attentats, au supplice qu’ils auront mérité ».
Destiné à intimider Paris, ce manifeste n’aboutit, au contraire, qu’à radicaliser un peu plus la Révolution française.

## Contexte
La France déclare la guerre au roi de Bohême et de Hongrie.
Ce texte émane en réalité d'émigrés ayant fui la Révolution : inspiré par Axel de Fersen, il fut rédigé par Geoffroy de Limon,, et l'ancien secrétaire de Mirabeau, Pellenc. Louis XVI, au courant de son élaboration, envoie Jacques Mallet du Pan pour participer à sa rédaction tout en en limitant la portée et le ton : les responsables de la Révolution et les populations ne devaient pas être menacés de représailles[réf. à confirmer].
Ces instructions royales ne sont pas appliquées. Très dur à l’égard des révolutionnaires, le manifeste entraîna sans doute la prise des Tuileries et l'emprisonnement de la famille royale. Proclamé à Coblence, le manifeste est publié le 3 août dans Le Moniteur. On ignore si le duc, issu d’une famille de princes éclairés et considéré comme un prince tempéré, a réellement signé le manifeste. Il n'a ensuite jamais affirmé ne pas en être l'auteur. L'hypothèse historique la plus probable, mais sans preuve manifeste, est qu'il aurait été conseillé par les émigrés quant au ton à tenir.

## Extraits du manifeste
« Sa Majesté l’Empereur et Sa Majesté le roi de Prusse appellent et invitent à retourner sans délai aux voies de la raison et de la justice, de l’ordre et de la paix. C’est dans ces vues que moi, soussigné général commandant en chef des deux armées déclare :
Que les généraux, officiers, bas-officiers et soldats des troupes de la ligne française sont tous sommés de revenir à leur ancienne fidélité et de se soumettre sur le champ au roi leur légitime souverain.
Que la ville de Paris et tous ses habitants sans distinction seront tenus de se soumettre sur le champ et sans délai au roi, de mettre ce prince en pleine et entière liberté et de lui assurer, ainsi qu’à toutes les personnes royales, l’inviolabilité et le respect auxquels le droit de la nature et des gens obligent les sujets envers les souverains ; leurs Majestés impériale et royale rendant personnellement responsables de tous les évènements, sur leur tête, pour être jugés militairement sans espoir de pardon, tous les membres de l’Assemblée Nationale, du département, du district, de la municipalité et de la garde nationale de Paris, les juges de paix et tous autres qu’il appartiendra, sur leur foi et parole d’empereur et de roi.
Que si le château des Tuileries est forcé ou insulté, que s’il est fait la moindre violence, le moindre outrage à Leurs Majestés, le roi, la reine et la famille royale, s’il n’est pas pourvu immédiatement à leur sûreté, à leur conservation et à leur liberté, elles en tireront une vengeance exemplaire et à jamais mémorable en livrant la ville de Paris à une exécution militaire et à une subversion totale, et les révoltés coupables d’attentats aux supplices qu’ils auront mérités. »

Dans ce texte les forces contre-révolutionnaires coalisées menacent Paris d’une « exécution militaire et une subversion totale » s’il était fait « la moindre violence, le moindre outrage à LL. MM. le roi et la reine ». Pour les dirigeants de la coalition contre la Révolution en France, la Révolution ne serait pas souhaitée par la Nation qui n’adhèrerait pas aux nouvelles institutions, le peuple de France ne reconnaîtrait pour autorité que la sanior pars du royaume et la monarchie devrait être restaurée. En définitive, le manifeste révèle la perception que les rédacteurs avaient du décalage entre la menée du processus révolutionnaire et l'adhésion réelle du peuple de France à ce processus.

## Portée et impact
Le manifeste fut connu à Paris début août. Il entraînera directement l'assaut sur les Tuileries le 10 août 1792. Louis XVI et sa famille se réfugient alors dans un premier temps à l'Assemblée nationale, qui décrète immédiatement la déchéance du pouvoir exécutif du roi, puis son incarcération à la prison du Temple en attente de son procès qui se tiendra en décembre 1792 et janvier 1793.
Entre ces événements, les troupes françaises battent les coalisés lors de la bataille de Valmy le 20 septembre 1792, ce qui marque un succès décisif pour la Révolution.
Par ailleurs, le manifeste est présenté par les auteurs des tueries comme une justification ou une explication des massacres de Septembre.
Alors que le bruit courait que la famille royale allait s'enfuir, le 6 août 1792, le commandant des Fédérés du Finistère écrivait : « La capitale est pour le moment dans un état de crise dont il est difficile de se faire une idée ; chaque jour voit éclore de nouveaux projets de la part de nos ennemis ; et chaque jour est mis en usage par les patriotes pour faire avorter ces mêmes projets ».

## Dans la culture
Le film de Jean Renoir, La Marseillaise (1938), fait une large place au manifeste de Brunswick, à l'origine directe de la prise du palais des Tuileries le 10 août 1792, le bataillon des Marseillais y ayant pris une part importante.